# Txernixov
Txernixov (en rus: Чернышёв) és un poble (un khútor) de la república d'Adiguèsia, a Rússia, que el 2022 tenia 764 habitants. Pertany al districte de Khakurinokhabl.